# Simona Richter
Simona Marcela Richter, född 27 mars 1972 i Reșița, är en rumänsk judoutövare.
Richter tog OS-brons i damernas halv tungvikt i samband med de olympiska judotävlingarna 2000 i Sydney.